# 卑衍
卑衍（ひ えん、生没年不明）は、中国三国時代の武将。

## 三国志の記述
公孫淵の将軍として仕えた。景初2年（238年）、司馬懿の軍が遼東に至ると公孫淵によって派遣され、楊祚と共に歩騎数万で遼隧に駐屯し、約20里にわたる塹壕を築いた。司馬懿が到着すると胡遵に敗北し、囲いも破られた。司馬懿軍が東南から東北に急転換し襄平に向かおうとすると、城の守りが無いことを恐れた卑衍らは夜に逃走した。魏の諸軍が首山（襄平西南）に至ると迎撃に出て、死力を尽くして戦ったが敗北した。その後楊祚らは降伏し、公孫淵らは逃走したが、卑衍の動向は不明。

## 三国志演義の記述
公孫淵配下の大将軍で元帥に任じられ、遼兵十五万とともに中原を攻めた。曹叡の命で公孫淵討伐に進軍してきた司馬懿と戦うが、夏侯覇に一刀で討ち取られた。